# Enrique Míguez
Enrique Míguez Gómez (Tuy, 14 de marzo de 1966) es un deportista español que compitió en piragüismo en la modalidad de aguas tranquilas. 
Participó en tres Juegos Olímpicos de Verano entre los años 1984 y 1992, obteniendo una medalla de bronce en Los Ángeles 1984 junto a Narciso Suárez Amador, en la prueba de C2 500 m. Ganó tres medallas en los Juegos del Mediterráneo.

## Palmarés internacional
| Juegos Olímpicos | Juegos Olímpicos             | Juegos Olímpicos  | Juegos Olímpicos |
| Año              | Lugar                        | Medalla           | Competición      |
| ---------------- | ---------------------------- | ----------------- | ---------------- |
| 1984             | Los Ángeles (Estados Unidos) | Medalla de bronce | C2 500 m         |

## Premios, reconocimientos y distinciones
- Medalla de Plata de la Real Orden del Mérito Deportivo, otorgada por el Consejo Superior de Deportes (1994)[3]